# Hans von Flatow
Friedrich Albert Hans von Flatow (* 18. Februar 1852 in Berlin; † 1. Februar 1924) war ein preußischer General der Infanterie und Direktor der Kriegsakademie.

## Leben

### Herkunft
Er war der Sohn des späteren preußischen Generals der Infanterie Friedrich von Flatow (1820–1892) und dessen Ehefrau Charlotte Albertine, geborene Woltersdorff (1816–1887).

### Militärkarriere
Nach dem Besuch des Gymnasiums in Wittenberg trat Flatow am 1. April 1870 als Dreijährig-Freiwilliger in das 6. Thüringische Infanterie-Regiment Nr. 95 der Preußischen Armee in Gotha ein. Mit dem Regiment nahm er 1870/71 am Krieg gegen Frankreich teil, wurde am 5. Januar 1871 zum Sekondeleutnant befördert und für seine Leistungen mit dem Eisernen Kreuz II. Klasse ausgezeichnet. Vom 15. November 1874 bis 30. September 1878 war Flatow Adjutant des I. Bataillons und wurde anschließend zur weiteren Ausbildung für drei Jahre an die Kriegsakademie kommandiert. Zwischenzeitlich am 14. Dezember 1878 in das 1. Magdeburgische Infanterie-Regiment Nr. 26 versetzt und am 7. Dezember 1879 zum Premierleutnant befördert, wurde Flatow am 18. April 1882 zur Dienstleistung beim Großen Generalstab kommandiert. Diese Kommandierung verlängert sich um ein weiteres Jahr und er wurde dann am 15. April 1884 in den Generalstab der Armee versetzt. Dort am 12. Juli 1884 zum Hauptmann befördert, wurde Flatow am 23. Oktober 1884 zum Generalstab des XV. Armee-Korps versetzt. Daran schloss sich vom 23. Dezember 1886 bis zum 18. September 1888 eine Verwendung beim Generalstab der 29. Division in Freiburg im Breisgau an. Anschließend folgte unter Ernennung zum Kompaniechef seine Versetzung in das 1. Hannoversche Infanterie-Regiment Nr. 74. Unter Überweisung zum Generalstab der 20. Division wurde Flatow am 21. September 1889 in den Generalstab der Armee rückversetzt und am 19. November 1889 zum Major befördert. Vom 20. September 1890 bis 6. Februar 1891 war er im Generalstab des X. Armee-Korps tätig und wurde anschließend wieder in den Großen Generalstab versetzt. Als Oberstleutnant stieg er am 19. März 1896 zum Chef der 3. Abteilung auf und wurde in dieser Stellung am 24. Mai 1898 zum Oberst befördert. Mit dem Rang und den Gebührnissen eines Brigadekommandeurs wurde Flatow am 14. November 1901 zum Generalmajor befördert. Am 1. April 1905 beauftragte man ihn mit der Wahrnehmung der Geschäfte des Direktors der Kriegsakademie. Als Stellvertreter des Vorsitzenden wurde Flatow im Oktober 1905 in den Vorstand der Militärischen Gesellschaft gewählt. Unter Beförderung zum Generalleutnant folgte am 19. Dezember 1905 seine Ernennung zum Direktor der Kriegsakademie. In dieser Stellung war er auch Präses der Studienkommission. Unter Verleihung des Charakters als General der Infanterie wurde Flatow am 7. Juli 1909 mit der gesetzlichen Pension zur Disposition gestellt.
In nachmaliger Anerkennung seiner langjährigen Verdienste erhielt Flatow das Komturkreuz mit Stern des Ordens der Württembergischen Krone und Wilhelm II. verlieh ihm den Roten Adlerorden I. Klasse mit Eichenlaub.